# 谷凤翔
谷凤翔（1903年—1989年），号岐山，男，中华民国政治人物，直隶省赤城县人，曾任制憲國民大會代表（察哈爾省區域代表）、第一屆監察委員（察哈爾省選區）、司法行政部部长、中華文化復興運動推行委員會秘書長、中國國民黨秘書長、中國電視公司首任董事長。